# Vila Kiseljak
Vila Kiseljak, poznata i kao »Zagrebački Hollywood« te Zgrada Ocean filma bila je urbana cjelina smještena na području zagrebačke Knežije koju je dao sagraditi prvi hrvatski amaterski filmski redatelj Franjo Ledić za potrebe svojeg filmskog studija Ocean film 1925. godine. Kasnije je, u 21. stoljeću, pod nazivom vila Kiseljak zgrada postala prvi zagrebački skvot (2002. – 2008.). 
Građevina je srušena tijekom jeseni 2021. godine, a na njenome mjestu planirana je izgradnja prostora osnovne škole »Horvati« te rekonstrukcija studija unutar atrija. Vodi se kao zaštićeno kulturno dobro upisano u Registar kulturnih dobara Republike Hrvatske.

## Povijest građevine

### »Zagrebački Hollywood«
Nakon povratka iz inozemstva Franjo Ledić tijekom 1922. osniva filmsku tvrtku Ocean film, koju je ubrzo promijenio naziv tvrtke u Jadran film k.d.  
Kako bi po uzoru na hollywodske studije mogao imati pravi filmski studio Ledić se odlučuje na kupnju zemljišta, tada, na kraju grada. Iako je prva Ledićeva zamisao bila lokacija smještena na Maksimirskoj cesti, gdje planirao uz dvorane za snimanje i obradu filmova, izgraditi kinematograf, kao i središnju poslovnu zgradu na kojoj je trebao stajati svijetleći natpis s nazivom tvrtke Ocean film, koji bi se po Ledićevoj zamisli mogao vidjeti iz Sesveta.  
Zbog pomanjkanja kreditora i zajmodavaca za Ledićeve poslovne ideje, morao se pomiriti s skromnijim rješenjem te se tada odlučuje da u prigradskom ruralnom području, nadomak savskih mostova, smještenu od početka Horvaćanske ulice do obale Save, dakle na području današnje Knežije, sagradi filmske studije i po uzoru na slične u Njemačkoj i Americi. 
Nacrt je izradio arhitekt E. Banutay, zamislivši ga u duhu secesije, te je Ledić 1925. svečano otvorio svoj filmski studio, ali umjesto velikog filmskog grada, izgrađen je bio tek mali studio s glavnom zgradom na Horvaćanskoj cesti, niska razredna građevina kojom je dominirao četverokutni toranj, smještena usred prostrana dvorišta, što je pomalo nalikovalo na ladanjski dvorac u duhu secesije, te je Ledić organizirao zabave, popularne plesne čajanke, na kojima je prodavao razglednice s temom »jugoslavenskog Hollywooda«, što je ukupno filmskom studiju donosilo dodatnu zaradu.

### Vila Kiseljak i prvi zagrebački skvot
Zbog poslovnog neuspjeha Ledić 1927. zatvara tvrtku Jadran film k.d., a zagrebački Hollywood prodaje izvjesnom Petru Gregoriću, iz Hatzove ulice u Zagrebu, koji ju zatim ponovno, u travnju 1929., prodaje gospodarstveniku Franji Kiseljaku. Kiseljak, prema kojemu je dobila najpoznatiji naziv, zgradu preuređuje i prenamjenjuje u urbanu vilu, u kojoj je do lipnja 1992. živjela njegova kćerka Heda (Hedviga) Kiseljak-Novaković (1908. – 1992.). Zbog neriješenih nasljednopravnih odnosa, u vili su se nakon smrti Kiseljak-Novaković 2002. godine nastanili skvoteri, koji su na lokaciji boravili do 2008., kada zbog učestalih sukoba s nekim skupinama napuštaju vilu Kiseljak te odlaze u prostor napuštene tvornice Medike.
Zbog neriješenih imovinskopravnih sporova, prostor vile je i nakon odlaska skvotera ostao zapušten te su se povremeno tamo skrivale skitnice i beskućnici, da bi na prostoru bio nepropisno odlagan glomazni otpad te izbilo nekoliko požara. Zbog opasnosti za ljude i okoliš građevina je u jesen 2021. godine srušena. Na mjestu zgrade planira se izgraditi osnovna škola, nova zgrada osnovne škole »Horvati«, za koju je plan izrađen 2006. godine. Arhitekt škole Hrvoje Njirić izjavio je da će prostor studija biti rekonstruiran u atriju u svrhu očuvanja kulturnog dobra i obogaćivanja školskog prostora.